# École militaire d'aviation de la Katcha
L'école militaire supérieure d'aviation de la Katcha (en russe : Качинское высшее военное авиационное дважды краснознаменное ордена Ленина училище летчиков им. А.Ф. Мясникова (КВВАУЛ)) est une école d'entraînement de pilotes des forces aériennes soviétiques. Elle a fonctionné sous divers noms de 1910 à 1997.

## Histoire

### Dans l'Empire russe

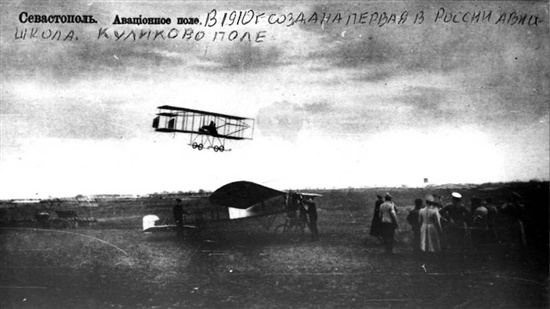
Premiers vols de l'école d'aviation en 1910.

L'école d'aviation pour officiers de Sébastopol est inaugurée le 21 novembre 1910 avec la participation active du Grand Duc Alexandre Mikhaïlovitch. Ce dernier obtient également le transfert de l'école d'aviation d'un emplacement mal adapté choisi à la hâte vers un nouveau terrain spacieux au bord de la rivière Katcha, ce qui est réalisé en 1911. M. N. Efimov (ru), qui a obtenu son brevet de pilote à l'étranger, joue un rôle majeur dans le développement du processus de formation, car le directeur de l'école, V. N. Kedrine, ne savait pas piloter un avion et était également le premier élève de l'école. La première promotion de 24 pilotes est diplômée le 26 octobre 1911 en présence de Nicolas II. Les premiers avions de l'école sont 2 biplans Farman IV, 3 monoplanes Blériot XI, 1 biplan Sommer et 2 monoplanes Antoinette. Au cours de l'été 1911, l'école est visitée par le président de la Douma d'État, Alexandre Goutchkov. Après sa visite, le gouvernement alloue 1,5 million de roubles à l'école pour l'achat d'un terrain pour l'aérodrome. Cet argent a été utilisé pour acheter une parcelle de terrain utilisable d'une superficie de 658 dessiatines (7,1 kilomètres carrés) près de la rivière Katcha, à 20 kilomètres de Sébastopol. Au cours de l'été 1912, l'école déménage vers le nouveau terrain d'aviation et le khoutor voisin d'Alexandro-Mikhaïlovka. Le développement de l'infrastructure de l'école donne un élan au développement de la commune de Katcha, nouveau nom de l'ancien khoutor. En 1912-1914, l'école est sous le commandement du colonel d'état-major général Alexandre Mourouzi (ru). À partir du 9 septembre 1914, le chef de l'école d'aviation de Sébastopol est le baron Herbert Ottovich Buxhoeveden (14 septembre 1877, Kronstadt - 20 novembre 1937, Krasnoïarsk), diplômé du corps naval, capitaine de deuxième classe, l'un des premiers aviateurs russes.
Le 16 décembre 1915, Kharlampi Stamatiev est nommé à la tête de l'école d'aviation des officiers. Sur sa base est créée, au printemps 1916, « l'école d'aviation militaire de Sébastopol de Son Altesse Impériale le Grand Duc Alexandre Mikhaïlovitch ». En même temps, Stamatiev est le rédacteur en chef du magazine de l'aviation et de l'aéronautique militaires Pilote militaire (publié deux fois par mois en 1916-1917). Après la révolution de février, il est démis de son poste de directeur de l'école d'aviation.
Jusqu'en 1917, l'école a formé 609 pilotes militaires dont les connaissances et les compétences ont été utiles à l'armée russe pendant la Première Guerre mondiale.
Après la révolution d'Octobre, le personnel de l'école ainsi que l'ensemble de la société russe ont été divisés. Les diplômés de l'école en 1910-1917 ont commencé à s'affronter sur les fronts de la guerre civile. Le marin Philip Zadorojny, qui avait servi à l'école d'aviation, devient commissaire du conseil révolutionnaire de Sébastopol, le commandant de l'aviation de Crimée rouge est Vassili Remeziouk, diplômé de l'école en 1916, le premier aviateur russe Mikhaïl Efimov rejoint les bolcheviks et l'aviation militaire rouge à Sébastopol. Son prestige énorme parmi les pilotes militaires a probablement sauvé la vie du fondateur de l'école, le Grand duc Alexandre Mikhaïlovitch. Lui et d'autres Romanov qui étaient en Crimée en 1917 sont arrêtés et gardés dans le palais Dulber, leur protection est assurée par le bolchevik Zadorojny qui entre dans le conflit armé avec le soviet révolutionnaire de Yalta, dominé par les anarchistes. Zadorojny supervise la défense Dulber et ne permet pas de fusiller les prisonniers.
Pendant la guerre civile, l'école d'aviation a formé des pilotes militaires pour l'armée des volontaires du mouvement blanc qui combattait en Crimée, et après la fusion de l'armée des volontaires avec l'armée du Don - pour tout le sud « blanc » de la Russie.

### En Union Soviétique
Elle prend le nom d'école de la Katcha en 1938. En 1941 l'école est évacuée dans l'oblast de Saratov et forme des pilotes pour le front. Après guerre l'école est transférée à Mitchourinsk puis, en 1954, à Stalingrad (1945-1961, rebaptisé en 1961 Volgograd) et fait partie des forces aériennes du district militaire du Caucase du Nord. De 1960 à décembre 1997, elle comptait trois (parfois quatre) régiments d'entraînement au vol (les 704e à Kotelnikovo, 706e, 707e initialement à Lebiajye et le 122e activé plus tard).

### En fédération de Russie
Lors de la dissolution de l'école en 1998, le 706e régiment d'entraînement d'aviation a été transféré à l'Institut d'aviation militaire de Krasnodar. Il y était toujours actif en janvier 2000.

## Noms successifs
- 1910 - École d'aviation pour officiers de Sébastopol
- 1916 - École d'aviation militaire de Sébastopol de Son Altesse Impériale le Grand Duc Alexandre Mikhaïlovitch
- 1918 - École d'aviation militaire de l'armée des volontaires
- 1920 - École d'aviation du front sud
- 1921 - Branche de l'école d'entraînement de l'armée de l'air no 1
- 1922 - École de pilotage d'aviation no 1
- 1923 - 1re école d'aviation militaire nommée d'après Léon Trotski
- 1925 - 1re école d'aviation militaire nommée d'après A.F. Miasnikov
- 1938 - École d'aviation militaire de la Katcha décorée de l'ordre du Drapeau rouge nommée d'après A.F. Miasnikov
- 1945 - École d'aviation militaire de la Katcha décorée de l'ordre du Drapeau rouge nommée d'après A.F. Miasnikov.
- 1959 - École militaire supérieure d'aviation de la Katcha décorée de l'ordre du Drapeau rouge nommée d'après A.F. Miasnikov
- 1965 - École militaire supérieure d'aviation de la Katcha décorée de l'ordre du Drapeau rouge et de l'ordre de Lénine nommée d'après A.F. Miasnikov